# Walter Reiche
Walter Reiche (* 6. Januar 1913 in Kainscht, Kreis Meseritz; † 14. August 2003 in Zörbig) war ein römisch-katholischer Priester und Ehrenbürger von Zörbig.

## Leben

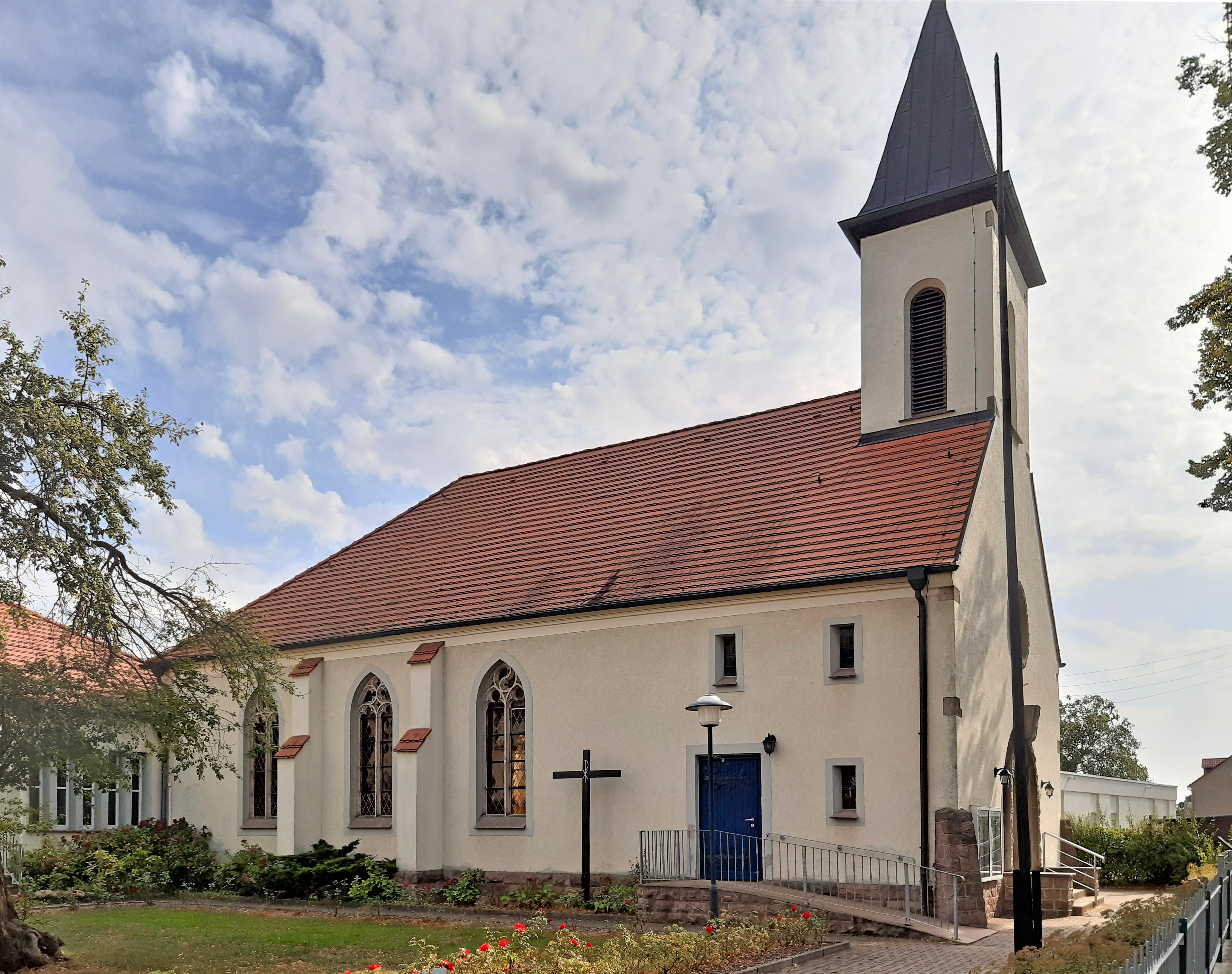
St.-Antonius-Kirche in Zörbig, der Anbau und der Kirchturm wurden in seiner Amtszeit errichtet

Walter Reiche wurde in Kainscht in der damaligen Provinz Posen geboren. Nach dem Abitur begann er 1934 das Theologiestudium an der Staatlichen Akademie in Braunsberg/Ostpreußen, das er später in Freiburg fortsetzte. Seine Priesterweihe empfing er am 8. Dezember 1939 in Schneidemühl durch Bischof Maximilian Kaller. Nach Kaplanstätigkeit in Lauenburg und Jahren als Pfarrvikar in Sierakowitz kam er 1946 nach dem Zweiten Weltkrieg als Heimatvertriebener nach Sachsen-Anhalt. Im Mai 1946 wurde er Pfarrvikar und später Pfarrer an der St.-Antonius-Kirche in Zörbig, wo er über den 1995 erfolgten Eintritt in den Ruhestand hinaus und bis zu seinem Lebensende blieb.
In Zörbig machte er sich in den ersten Jahren vor allem um die Integration der Vertriebenen verdient. Er hielt Kontakt in seine alte Heimat und seine frühere, überwiegend kaschubische Gemeinde in Sierakowitz. Durch persönliche Begegnungen und materielle Hilfen wurde er zu einem Vorreiter der deutsch-polnischen Aussöhnung. Während der Wende in der DDR moderierte er den Runden Tisch in Zörbig und war gefragter Ratgeber in der gesellschaftlichen Umgestaltung.
Noch im Alter von 80 Jahren leitete er die Renovierung von Kirche und Pfarrhaus und initiierte den Bau eines Altenpflegeheimes der Caritas in Zörbig. Nach Eintritt in den Ruhestand behielt er seinen Wohnsitz in der Stadt.
Für seine Verdienste wurde er 1999 mit dem Bundesverdienstkreuz am Bande und 2000 mit der Ehrenbürgerwürde der Stadt Zörbig geehrt. Bereits im Vorjahr wurde er zum Ehrenbürger von Sierakowitz ernannt. Nach seinem Tod wurde 2006 in der Nähe seiner früheren Pfarrkirche eine Straße nach ihm benannt.